# Raúl el Inglés
Raúl el Inglés (latín medieval: Radulfus Anglicus, c. 1011-1069) también Ralph the Staller y Ralph le Guader fue un caballero de ascendencia inglesa y bretona, convertido en noble de la órbita anglonormanda tras el triunfo de Guillermo II de Normandía durante la conquista de Inglaterra. Primer señor conocido de Gaël en el condado de Rennes, Bretaña. Algunas fuentes no confirmadas lo señalan emparentado con el noble rebelde inglés Hereward el Proscrito. El Libro Domesday induce a pensar que el padre de Raúl era inglés de Norfolk y su madre bretona, de ahí su apodo. Era benefactor de la abadía de San Ricario, como también lo fue su hijo.
Como otros muchos bretones, cruzaron el canal buscando oportunidades entre 1034 y 1042 cuando entró a formar parte del gobierno de Eduardo el Confesor, llegando a ser una figura influyente como mayordomo de palacio, condestable y mariscal de los ejércitos (stallari) entre 1043 y 1066. Tenía feudos al este de Inglaterra, en los condados de Essex, Suffolk y Norfolk, así como Lincolnshire. Fue uno de los nobles anglosajones que apoyó a Guillermo el Conquistador y recompensado con el condado de Estanglia.

## Herencia
Se casó con una dama bretona, fruto de esa relación nacieron por lo menos dos hijos: Raúl de Guader y Harduin de Gäel.